# Vladimir Salnikov
Vladimir Valeryevich Salnikov (Leningrado, 21 de maio de 1960) é um ex-nadador russo, ganhador de quatro medalhas de ouro em Jogos Olímpicos pela extinta União Soviética.
Bateu doze recordes mundiais nas provas dos 400m, 800m e 1500 metros livres. Foi eleito o "Nadador do Ano" pela revista Swimming World Magazine em 1982.
Salnikov foi o filho de um capitão do mar. Quando tinha sete anos, sua mãe levou-o a uma piscina para participar de uma equipe natação. Um ano depois, ele começou a treinar regularmente sob a liderança do treinador. Salnikov treinou no Zenit e mais tarde, nas Forças Armadas.
Salnikov fez sua estréia nos Jogos Olímpicos de 1976 em Montreal, com 16 anos. Ele quebrou o recorde europeu nos 1500m livres, mas terminou em quinto.
Sua longa seqüência de vitórias internacionais iniciaram-se no Campeonato Europeu de 1977, onde ganhou a medalha de ouro na sua prova favorita, os 1500 metros. 
No Mundial de Berlim em 1978, ganhou ouro nos 400m e 1500m. Ele estabeleceu um novo recorde mundial nos 400m. Um ano depois, um outro recorde mundial, desta vez nos 800m, tornando-se o primeiro homem a completar a distância em menos de 8 minutos. 
Os Estados Unidos boicotaram os Jogos Olímpicos de Moscou em 1980. Salnikov aproveitou e ganhou o ouro nos 1500m terminando em 14m58s27, primeiro homem a nadar a distância abaixo de 15 minutos. 
No início de 1980 Salinikov era o governante absoluto do nado livre em longas distâncias: em 1982 ele manteve seus títulos mundiais, e um ano mais tarde, no Campeonato Europeu, fez novo recorde mundial nos 1500m com 14m54s76. O recorde durou até 1991, quando foi batido pelo alemão Jörg Hoffmann.
A União Soviética boicotou as Olimpíadas de Los Angeles em 1984, e quando voltou em Seul 1988, aos 28 anos de idade, Salnikov era considerado velho demais. Ele havia estabelecido um recorde mundial em 1986 nos 800m, mas dois anos mais tarde ele foi considerado em declínio. Salnikov, no entanto, estonteou o mundo ao ganhar os 1500m com uma espectacular recuperação. Por esta proeza, quando ele entrou no restaurante da aldeia naquela noite, ele recebeu uma ovação em pé de seus pares. 